# トチバニンジン
トチバニンジン（栃葉人参、学名：Panax japonicus、英: Japanese ginseng）はウコギ科 トチバニンジン属の多年草。薬用植物。日本原産。和名の由来は、葉の形状がトチノキに似ることからきている。

## 特徴
外形はオタネニンジンに似ており、根茎はオタネニンジンとは異なり、竹節状の結節があり横に走る。その節くれ立った根茎の形状が竹の根茎に似るところから、別名チクセツニンジン（竹節人参）ともよばれる。
茎は根茎の先端から1本だけ直立して、高さは50 – 80 cmほどになる。
葉は長柄のある5小葉で構成される掌状複葉で、茎の頂部に3–5枚輪生する。葉縁には細かい鋸歯がある。花期は夏季の6 – 8月で、茎頂の葉の集まり部分から長柄を出し、その先端に散状花序をつけ、球状に淡黄緑色の小さい花を多数つける。秋に赤い果実をつける。

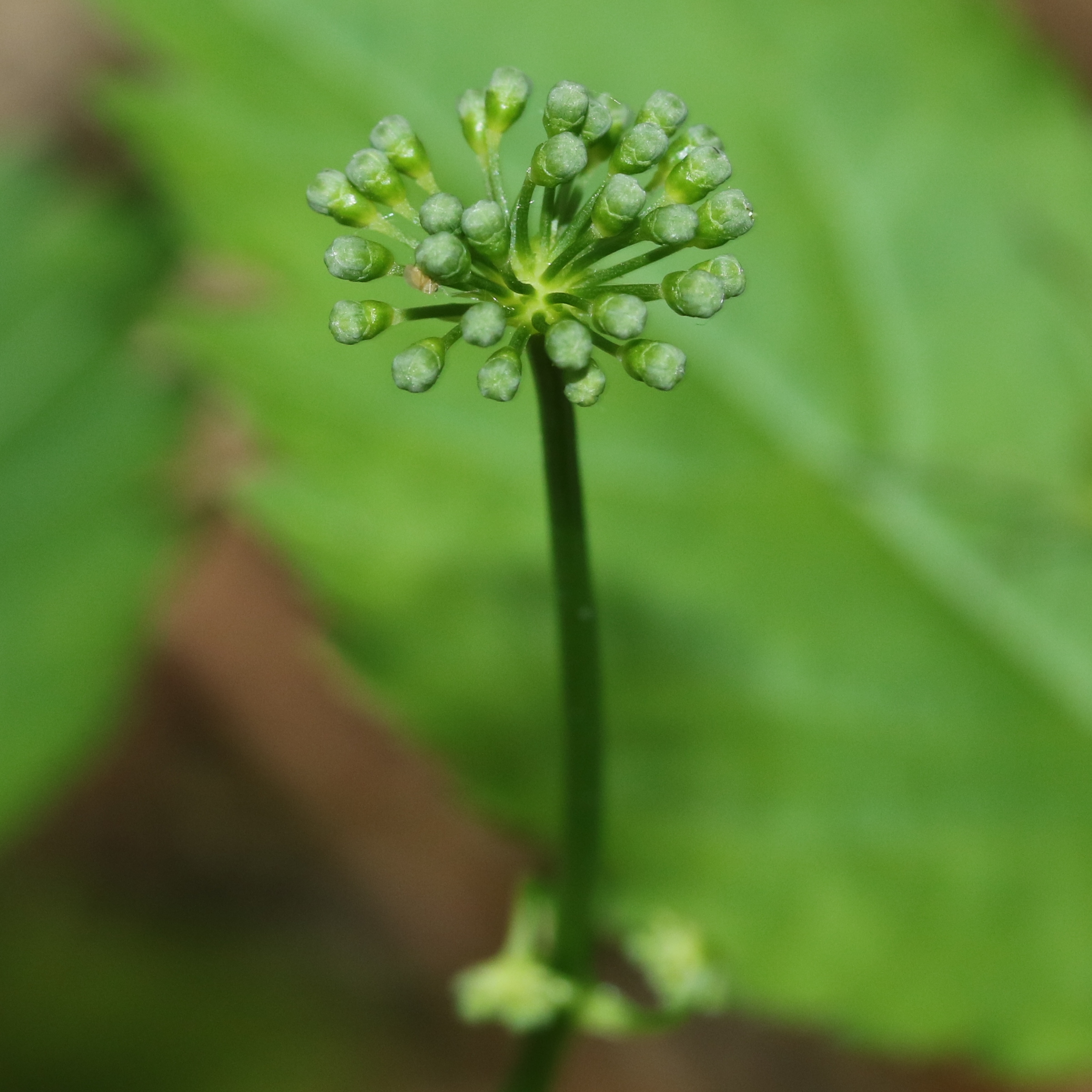
蕾、茎の先端に散状花序となる
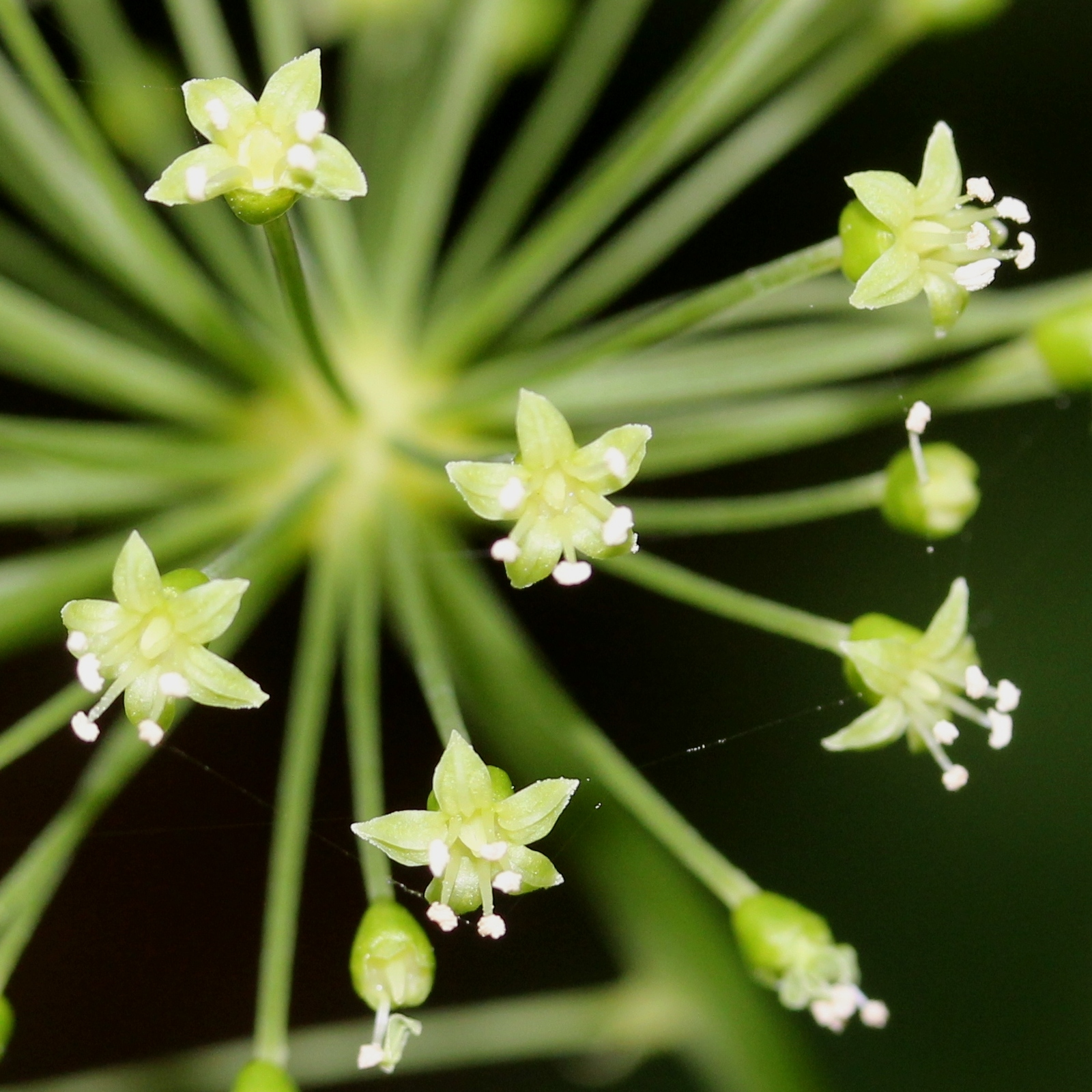
花
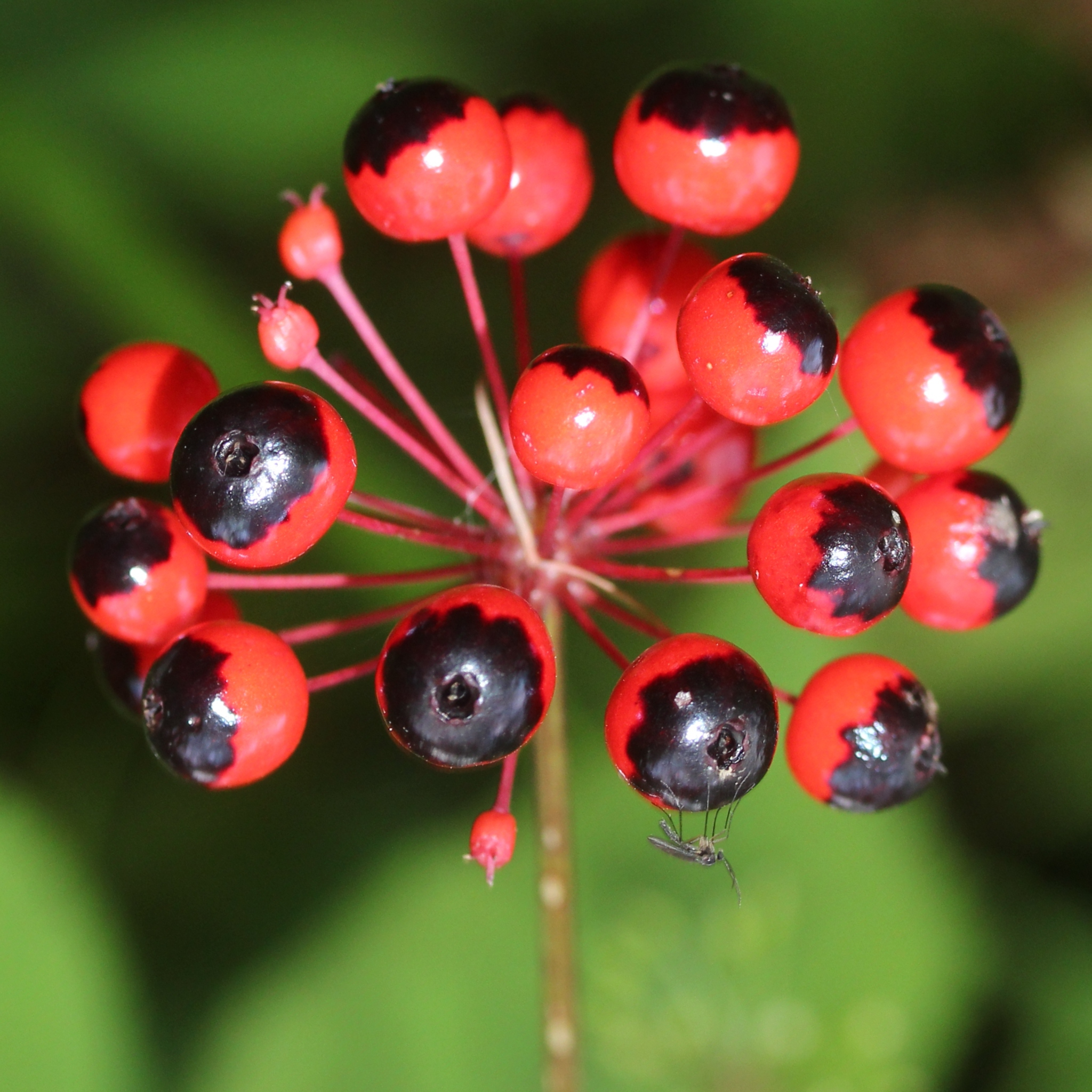
赤く熟した果実
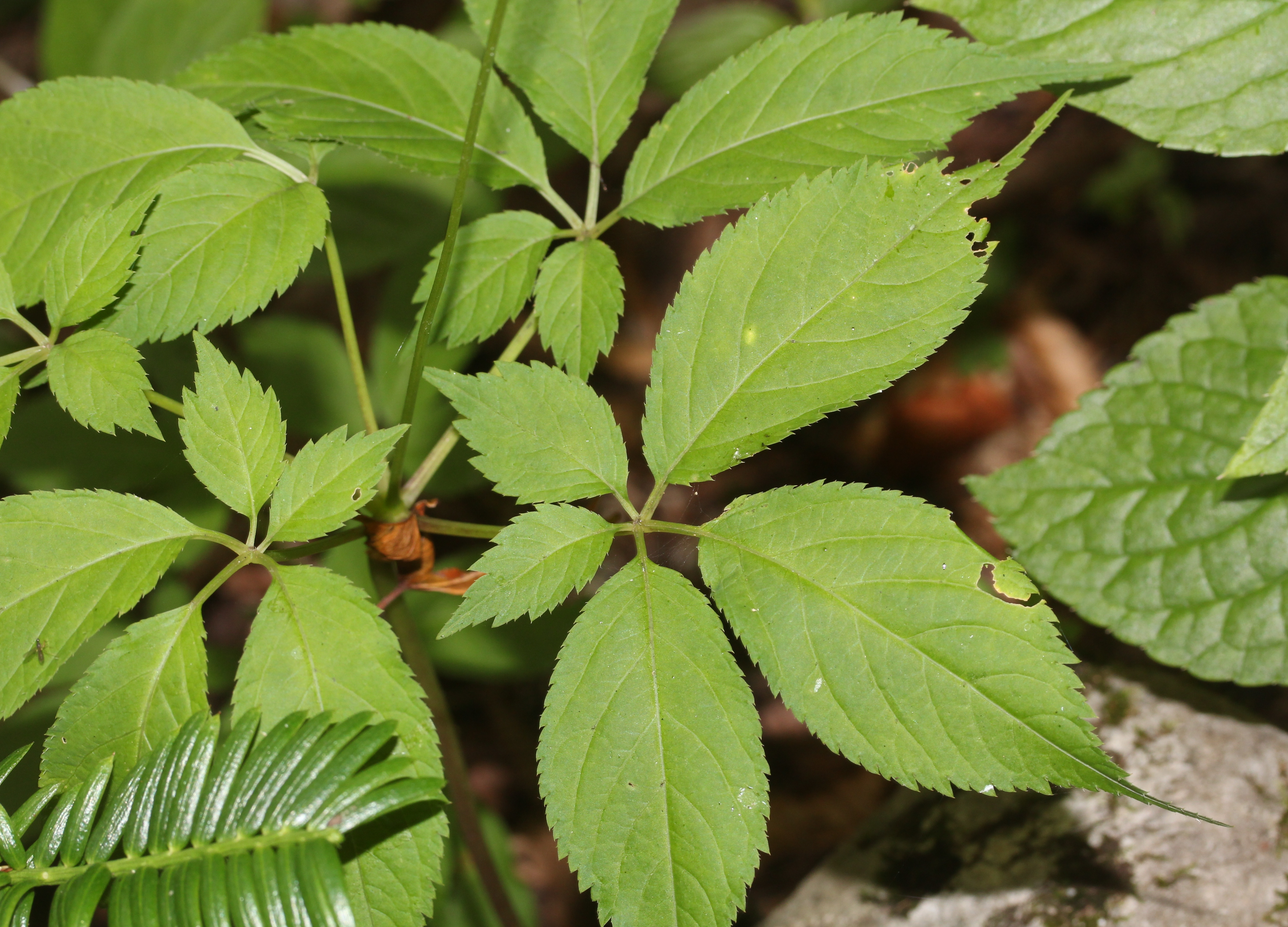
葉の形状がトチノキに似る

## 分布と生育環境

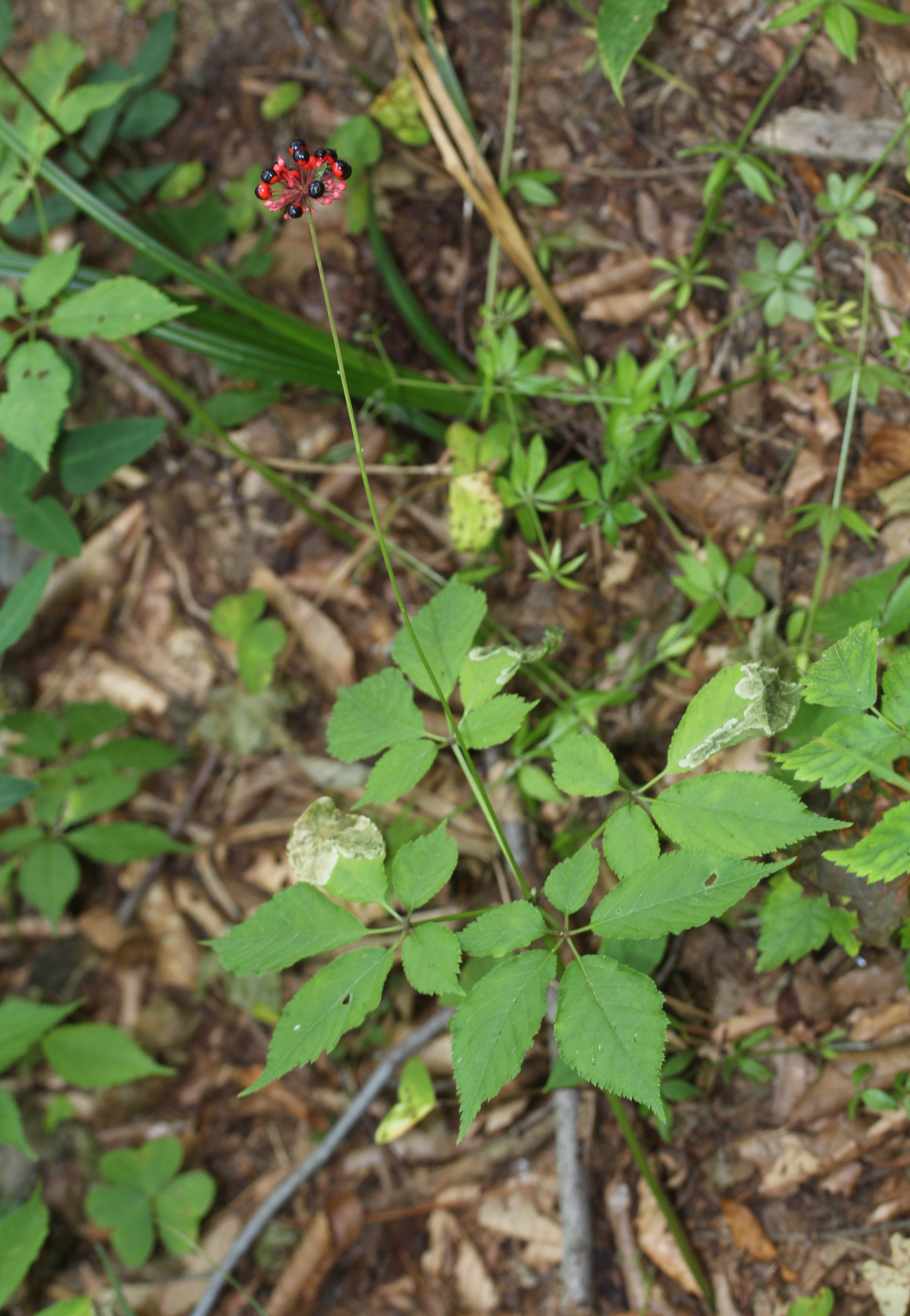
横山岳（滋賀県長浜市）の林内に自生するトチバニンジン

日本では北海道、本州、四国、九州に分布し、山地の林内にやや稀に自生する。中国・四川省にも産するといわれるが、本当に同じ植物であるかどうかは、いまだ結論が出ていない。生育環境は、半日陰で腐植に富む膨軟土を好む。オタネニンジン（いわゆる高麗人参）とは異なり、寒性である。

## 利用
根茎は、竹節人参（ちくせつにんじん）または竹節三七（ちくせつさんしち）とよばれる生薬で、解熱、去痰、咳、吐血、打撲、健胃薬として利用される。秋に地上部分が枯れてから根茎を掘り上げ、細根を取り除いてから湯通し後に、天日で乾燥させたものが使われる。新陳代謝機能は高麗人参より劣るが、解熱や去痰作用は優る。体を温める作用があり、痰が多く寒いときに出る咳によいとされる。
有効成分は、数種のジンセノサイドを含むサポニンを含有する他、特有のチクセツサポニンを含む。使い方は、根茎5 gを400 gの水に入れて煎じたものを1日あたり3回ほどに分けて服用するほか、生の根茎をホワイトリカーに漬けて薬酒にして、就寝前に盃1杯程度飲むのが良いとされる。また、妊婦への服用は禁じられている。
違った使われ方として、局所刺激作用があることから、育毛剤に配合されることもある。

## ギャラリー
- 球状につく黄緑色の小さい花